# もとやまゆうほ
もとやま ゆうほは、長崎県出身の児童文学作家。東京都在住。日本大学芸術学部文芸学科中退。

## 略歴
日本大学芸術学部文芸学科在学中から、コピーライターの仕事をはじめ、広告プロダクション勤務などを経て、フリーライターに。

## 受賞歴など
- 第1回（1985年） 猫手大賞童話部門 準猫手賞「ある星のポンプ」（もとやまゆうこ名義）[4][5][注 1]
- 第5回（1988年） 福島正実記念SF童話賞 優秀賞「ともだちはむきたまごがお」（もとやまゆうほ名義）[6]
- 第3回（1993年） 椋鳩十児童文学賞「パパにあいたい日もあるさ」（もとやまゆうほ名義）[7]

## 作品リスト
もとやまゆうほ名義
- パパにあいたい日もあるさ（1992年8月 ポプラ社）《絵:前嶋昭人》 ISBN 4-591-04191-3

もとやまゆほ名義
- ほら、聞こえてくる（1997年12月 日本ヴォーグ社）《絵:オクムラキョウコ》 ISBN 4-529-03075-X
- 恐怖のおくりもの2 うらみっこなし（1996年5月 岩崎書店）《絵:うちべけい》 ISBN 4-265-02552-8
  - 収録作品は「タッチ」

もとやまゆうこ名義
- 猫の物語 十九話 猫手大賞受賞作品集（2002年2月 どうぶつ出版） ISBN 4-924603-74-0
  - 収録作品は「ある星のポンプ」

### 作品外
- 日本児童文学（小峰書店）ISSN 05493358
  - 1993年3月号（1993年3月1日発行）《新人登場・もとやまゆうほ》
  - 1995年4月号（1995年4月1日発行）《子どもだったころに－お風呂・バブリィな恐れ もとやまゆうほ》